# Transformatorblik

Uit lamellen samengestelde transformatorkern

Transformatorblik  is een soort staal, waaruit de lamellen van de kern van een transformator worden gestanst. Het staal bevat silicium en heeft daardoor een hoge specifieke elektrische weerstand, wat gunstig is voor het verminderen van de wervelstroomverliezen in de kern.
De elektrische energie wordt in een transformator van een wisselspanning via een magnetiseerbare kern van de ene spoel naar de andere overgebracht. Doordat het elektromagnetische veld in de kern wisselt, ontstaan daar wervelstromen in. Deze zorgen voor Ohmse verliezen en voor hysteresisverliezen. Deze verliezen zijn uiteraard ongewenst. Om de verliezen zo klein mogelijk te maken dient de elektrische weerstand hoog te zijn. Dit wordt bereikt door voor de kern een materiaal met hoge soortelijke weerstand te kiezen. Bij hogere frequenties kiest men vaak voor ferriet, een keramisch product. Bij lagere frequenties, zoals bij het elektriciteitsnet gebruikelijk, wordt de voorkeur aan een metalen kern gegeven.
Een massief metalen kern heeft een te lage weerstand, wat tot hoge wervelstroomverliezen leidt. Daarom wordt de kern uit dunne lamellen opgebouwd, van 0,18 tot 0,35 mm, die onderling geïsoleerd zijn. Deze lamellen worden bovendien van een staalsoort vervaardigd die een hoge soortelijke weerstand heeft. Dit wordt bereikt door silicium aan het vloeibare staal toe te voegen. Het staal moet bovendien zuiver zijn, waardoor de hysteresisverliezen laag blijven.
Men kan ten slotte de magnetische eigenschappen van het transformatorblik verbeteren door grain oriented steel, gericht blik, toe te passen, waarbij de kristallen in het staal niet willekeurig dooreen zijn gericht, maar een voorkeursrichting bezitten. Dit soort staal is duurder en kan niet goed worden gelast.